# Can't Love You Anymore
"Can't Love You Anymore" (Hangul: 사랑이 잘; RR: Salang-i jal) là bài hát được thu âm bởi ca sĩ Hàn Quốc IU và thành viên Oh Hyuk của nhóm Hyukoh cho album phòng thu thứ tư của IU  Palette (2017). Viết lời và sáng tác bởi IU, Oh Hyuk và Lee Jong-hoon và produced bởi Lee Jong-hoon, bài hát là pre-release single thứ hai của cô, phát hành ngày 7 tháng 4 năm 2017. 
"Can't Love You Anymore" ra mắt tại vị trí thứ 3 trên Gaon Digital Chart, dưới Through the Night của IU và Really Really của Winner. Trở thành single số một tại Hàn Quốc vào tuần tiếp theo, trở thành single số một thứ 15 tại Hàn Quốc của IU. Bài hát được đề cử cho Qoo10 của Mnet Asian Music Awards Song of the Year và cho Best Collaboration.
Trong khi MV chính thức cho bài hát chưa được phát hành, hai phiên bản màn trình diễn đã được phát hành trên YouTube.

## Phát hành
Vào ngày 25 tháng 3 năm 2017, một ngày sau khi lead single Through the Night được phát hành, IU đã chuẩn bị tease "Can't Love You Anymore." Đăng trên fancafe của cô, IU đã tuyên bố "bài hát pre-release thứ hai sẽ có cảm giác hoàn toàn khác với ‘Through the Night’. Nó là một thử thách mới của tôi. Nó không phải là một bài hát dance, nhưng đó là một thứ âm thanh mà trước đây tôi chưa bao giờ sử dụng." Cô cũng tiết lộ rằng bài hát sẽ có sự góp giọng của ca sĩ chính Oh Hyuk từ ban nhạc Hyukoh vì thực tế cô đã ngưỡng mộ chất giọng của anh. Vào ngày 4 tháng 4, IU tiếp tục tease single tiếp theo của cô bằng việc đăng trang bìa trực tuyến, kết hợp với hai ca sĩ trên background màu vàng. Sau một ngày phát hành bài hát, IU đăng tải lên tease cuối cùng dưới dạng video ngắn của cô và Oh Hyuk thể hiện tình bạn vui vẻ và khuyến khích mọi người nên nghe bài hát vào ngày hôm sau. Bài hát cuối cùng cũng phát hành vào thứ 6 ngày 7 tháng 4 năm 2017 vào lúc 6 giờ chiều (theo giờ Hàn Quốc). 

## Diễn biến trên bảng xếp hạng
Bài hát đã lên đỉnh của Instiz iChart sau khi phát hành và cuối cùng đã đạt được một Perfect All Kill, single đạt vị trí thứ nhất trên tất cả các trang nghe nhạc trực tuyến lớn của Hàn Quốc trong cùng một lúc. "Can't Love You Anymore" là Perfect All Kill thứ chín trong sự nghiệp của IU và đạt được chỉ sau hai tuần sau khi một bài hát trước đó của cô "Through the Night" (IU đã nâng con số này lên đến 12 lần Perfect All Kill). Bài hát cũng là Perfect All Kill của Oh Hyuk. Trong tuần phát hành, bài hát đã ở vị trí thứ 3 trên Gaon Digital Charts cho bảng xếp hạng tuần thứ 14 của năm—2-8 tháng 4 - mặc dù bài hát phát hành vào ngày 7 của tháng đó. Một tuần sau, bài hát đã đứng đầu trên các bảng xếp hạng kỹ thuật số trở thành lần thứ 15 đứng nhất của IU tại Hàn Quốc, con số đã tăng lên số 18 vào tháng 12 năm 2017. Bài hát đứng đầu trên bảng xếp hạng tháng 4 của Gaon trở thành bài hát thứ 7 của IU đứng đầu trên bảng xếp hạng này. Bài hát vẫn tiếp tục còn trên bảng xếp hạng sau 8 tháng phát hành.
Trong tuần phát hành, bài hát đạt doanh số 167,270 lượt tải theo Gaon; con số tiếp tục tăng lên 196,659 trong tuần thứ hai phát hành. "Can't Love You Anymore" cũng có số lượt nghe lớn,  8,107,711 lượt nghe trong suốt tuần phát hành đầu tiên. Đến cuối năm 2017, 1,536,837 lượt tải cho bài hát tại Hàn Quốc theo Gaon - trở thành bài hát hợp tác bán chạy nhất của năm và có tổng cộng  91,405,667 lượt nghe, khiến bài hát trở thành một trong những bìa hát của năm theo lượng tiêu thụ của nó.

## Danh sách bài hát
| Digital download | Digital download                                   | Digital download | Digital download           | Digital download | Digital download |
| STT              | Nhan đề                                            | Phổ lời          | Phổ nhạc                   | Arrangement      | Thời lượng       |
| ---------------- | -------------------------------------------------- | ---------------- | -------------------------- | ---------------- | ---------------- |
| 1.               | "Can't Love You Anymore" (사랑이 잘; Salang-i jal) | IU, Oh Hyuk      | IU, Oh Hyuk, Lee Jong-hoon | Lee Jong-hoon    | 3:15             |
| Tổng thời lượng: | Tổng thời lượng:                                   | Tổng thời lượng: | Tổng thời lượng:           | Tổng thời lượng: | 3:15             |

## Bảng xếp hạng
| Bảng xếp hạng (2017) | Vị trí xếp hạng cao nhất |
| -------------------- | ------------------------ |
| Hàn Quốc (Gaon)      | 1                        |

### Doanh số
| Bảng xếp hạng                | Doanh số   |
| ---------------------------- | ---------- |
| Hàn Quốc Gaon Download Chart | 1,536,837+ |

### Lượt nghe
| Bảng xếp hạng                 | Lượt nghe   |
| ----------------------------- | ----------- |
| Hàn Quốc Gaon Streaming Chart | 91,405,667+ |